# Amaurobioides
Amaurobioides is een geslacht van spinnen uit de  familie van de Anyphaenidae (buisspinnen).

## Soorten
- Amaurobioides africana Hewitt, 1917
- Amaurobioides chilensis (Nicolet, 1849)
- Amaurobioides isolata Hirst, 1993
- Amaurobioides litoralis Hickman, 1949
- Amaurobioides major Forster, 1970
- Amaurobioides maritima O. P.-Cambridge, 1883
- Amaurobioides minor Forster, 1970
- Amaurobioides pallida Forster, 1970
- Amaurobioides picuna Forster, 1970
- Amaurobioides piscator Hogg, 1909
- Amaurobioides pleta Forster, 1970
- Amaurobioides pohara Forster, 1970